# Camp militaire de Bitche

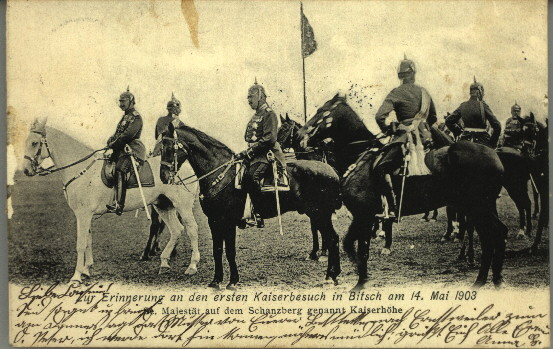
Visite de l'empereur Guillaume II d'Allemagne en 1903.

Le camp de Bitche est un camp militaire français situé à Bitche, dans le département de la Moselle, à proximité de la frontière avec l'Allemagne. D'une superficie de 3 468 hectares, il abritait le 128e Régiment d'infanterie (puis un temps le 57e régiment d'artillerie jusqu'à sa dissolution ). Depuis août 2009, il est géré par le 16e bataillon de chasseurs à pied.

## Histoire
Pour renforcer l'importance stratégique de Bitche, un champ de manœuvres et de tirs est constitué par l'administration allemande en 1900, à proximité de Bitche, par le rachat de 3 285 hectares de terrains soit à des particuliers de Bitche et de Haspelschiedt soit à la forêt domaniale. Pour procéder au débardage du bois sur ces terrains, une voie ferrée forestière est construite sur une longueur de seize kilomètres à partir de l'actuelle gare de la ville. Des baraques en tôle ondulée sont montées au sud-est de la ville afin de loger 3 500 soldats et 100 officiers. Quelques années plus tard, ces constructions sont transférées sur le champ de tir à trois kilomètres à l'est de la ville le long de la route de Sturzelbronn. Cinq baraques d'officiers sont élevées durant l'hiver 1901 à l'extrémité du champ de tir. Habitées dès le 1er avril 1901, elles coûtent la somme de 100 000 Reichsmarks. L'empereur allemand Guillaume II visite le camp militaire le 14 mai 1903.
Entre les deux guerres le camp de Bitche sert à l’instruction des réservistes qui viennent y accomplir des "périodes militaires".
Dès 1940, le camp abrite déjà de nombreux prisonniers français, mais les années suivantes, ces derniers cèdent leur place à des prisonniers russes, mais aussi serbes, grecs et d'autres nationalités. Pour sa part, la citadelle n'abrite que des prisonniers allemands, principalement des criminels, des déserteurs, des réfractaires au service militaire et des éléments anti-nazis. Tous ces prisonniers travaillent soit en ville, soit dans les fortifications, soit dans la région sous la garde de sentinelles nazies.

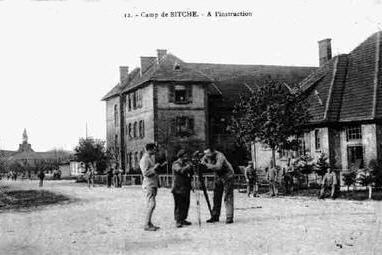
Instruction au camp.

La prise du Schiesseck nécessite une attaque à travers un plateau désert et malgré la solide défense allemande constituée d'abris bétonnés, de forts et de tranchées, de mitrailleuses et de champs de mines, le 1er bataillon US envoie des patrouilles vers Bitche. Plusieurs d'entre elles se hasardent de part et d'autre du collège Saint-Augustin, pendant qu'une autre traverse la voie ferrée jusqu'à l'étang de Hasselfurth où elle peut observer les Allemands occupés à consolider leurs positions avancées du camp militaire. Le 399e Régiment d'infanterie de la 100e division d'infanterie installe un poste d'observation sur la colline du Schoenberg d'où on a une vue remarquable sur la ville et sa citadelle.
Le plan d'attaque du Schiesseck par les Américains est le suivant : une attaque aviation|aérienne doit créer une diversion, de même que des tirs d'artillerie à proximité du camp militaire. Ensuite, le 398e doit capturer tous les forts de la colline du Schiesseck en attaquant de trois directions différentes. Se déplaçant le plus rapidement possible pour réduire le danger, le 2e bataillon du 398e Régiment d'infanterie doit neutraliser tous les forts situés dans sa progression jusqu'au plateau situé au sud de Schorbach. Le rôle du 399e Régiment d'infanterie US est de s'occuper de la ville de Bitche pour faire diversion.
Le village de Haspelschiedt est intégré au camp militaire et sert de champ de manœuvres à l'armée allemande, ce qui explique sa destruction en mars 1945, au moment de la Libération. Le maréchal allemand Erwin Rommel s'entraîne dans le camp avant de partir pour l'Afrique à la tête de l'Afrika Korps.

## Patrimoine naturel
Le camp militaire présente un milieu végétal constitué de landes. Il s'agit de  milieux dominés par une végétation basse à base de callune ou fausse fougère et de Cytisus scoparius (genêt à balais). Elles résultent d'un déboisement forestier et d'incendies.

## Utilisation
Après 1945, le camp de Bitche retrouve son rôle de camp d'instruction, notamment,  la Préparation Militaire Supérieure (P.M.S) des  sursitaires.
Le camp de Bitche est depuis 2007, l'un des pôle d'entraînement de l'armée française au combat en localité. Celles-ci peuvent s'y entraîner avant d'aller en évaluation au Centre d'entrainement aux actions en zone urbaine.
Le camp accueille actuellement le 12e groupement d'instruction de la 2e brigade blindée. 

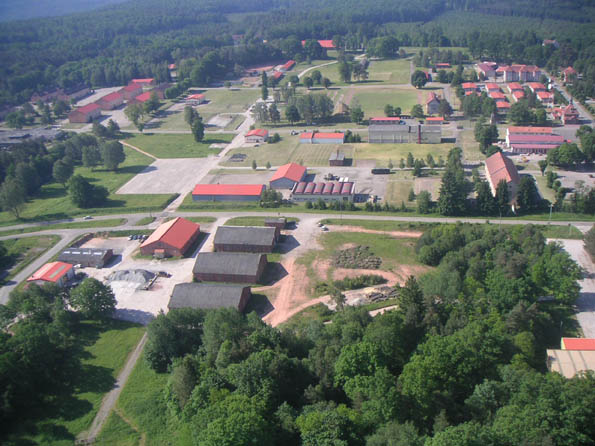
Camp de Bitche

### Sa mission: offrir des prestations d’entraînement
Aujourd’hui, c’est un ensemble d’experts interarmes qui travaillent pour la collectivité et se trouvent tournés vers plus de 60 formations et organismes hors de la garnison.
C’est aussi un outil de travail complexe et multidisciplinaire, exigeant en ce qui concerne le soutien, pour l’équipe qui le pilote comme pour le régiment.
En définitive, c’est à la fois une mission et un outil spécifiques, différents de la mission opérations-instruction du régiment, et placés sous la responsabilité du chef de corps qui exerce ainsi deux grandes fonctions.

### Types d’activité
Avec 300 jours d’activation par an, le camp est en manœuvre « à temps plein ». 
Cela suppose des travaux de programmation (séjours et prestations), d’étude de projets et de revalorisation, de budget, de soutien direct à l’instruction des manœuvres, de suivi et d’entretien des moyens confiés aux usagers, mais aussi de présence auprès des formations et d’écoute, sans oublier l’indispensable surveillance au profit plus de 60 formations abonnées.
Mise à disposition de moyens d’entraînement et d’un soutien pédagogique (techniques de tir, adaptation permanente des moyens d’instruction)
Vocation interarmes :

Préparation des unités partant en opérations extérieures.
Un camp capable d’accueillir des formations de toutes tailles du niveau compagnie à brigade, ainsi que les centres de commandements des grandes unités nationales et internationales (EURO-CORPS).

### Le camp en chiffres
Le camp c'est 3 600 hectares de zones et d’installations :
- des bâtiments d’hébergements et des installations spécifiques ;
- une capacité d’accueil qui répond au besoin de 12 UE simultanément ;
- des installations de sport et d’aguerrissement ;
- des parkings et zones d’implantation variées ;
- des moyens d’entraînement au combat (SITTAL, village de combat) ;
- des services qui participent directement au soutien des personnels en manœuvre ;
- les services du camp proprement dits.

Un terrain d’exercice :
- des zones de manœuvres aux multiples capacités tactiques ;
- 25 champs de tir ;
- 3 zones de bivouac ;
- 1 deuxième village de combat ;
- 1 site de franchissement et d’activités nautiques de combat ;
- 1 dépôt de munitions.